# Lacipa subpunctata
Lacipa subpunctata är en fjärilsart som beskrevs av George Thomas Bethune-Baker 1911. Lacipa subpunctata ingår i släktet Lacipa och familjen tofsspinnare. Inga underarter finns listade i Catalogue of Life.